# Duarte de Sá
Duarte Cardoso de Azevedo e Sá, mais conhecido por Duarte de Sá (Lisboa, 13 de fevereiro de 1823 — Lisboa, 31 de agosto de 1876), foi um escritor, dramaturgo e professor português.

## Biografia
Nasceu no seio de uma família da nobreza, a 13 de fevereiro de 1823, em Lisboa, no extinto lugar da Ponte Velha, freguesia de São Sebastião da Pedreira, onde os seus pais tinham uma residência de campo. Era filho do militar Duarte Cardoso de Sá e de sua esposa, Maria Carlota de Azevedo, naturais de Lisboa, sendo neto paterno do Conselheiro António de Sá e de sua esposa, Joaquina Cardoso e neto materno dos Viscondes de Rio Seco. Foi baptizado a 13 de março de 1823, no oratório privado da casa de seus pais, pelo Prior José Vieira de Sampaio, tendo por padrinho Francisco de Lemos Bettencourt.
Foi educado em Paris. Voltando a Portugal, veio com seu pai, conviver com a alta sociedade, pela qual era estimadíssimo, em razão da fidalguia dos seus hábitos e da sua animada e graciosa conversação. Pai e filho tiveram a "mania" dos calembourgs, que mais tarde perderam a fama mas que, naquela época eram apreciadíssimos. Foram dois apaixonados da arte dramática e curiosos distintos. Na sua Quinta do Pinheiro, próximo a Sete Rios, tinham um belo teatro, para o qual o célebre Almeida Garrett deu as premissas de algumas peças, entre elas Frei Luís de Sousa. Neste pequeno teatro chegou Duarte de Sá a representar e inclusive, o próprio Garrett.
Duarte de Sá foi autor de inúmeras peças teatrais, que foram representadas ao longo do século XIX, sendo muito apreciadas. Muitas delas eram imitadas de originais francesas, mas Duarte de Sá dava-lhes feitio e sabor português, que quase valiam por originais. Nalgumas introduziu os seus prediletos calembourgs. Do seu longo repertório de obras dramáticas afamadas, destacam-se: Uma hora no Cacém, Maria da Fonte ou a Bernarda na rua, Um prato d'ovos mexidos, Luiza, O Mealheiro, Cinco pés e três polegadas, Lua de mel, Duas lições numa só, Por um cabelo, Os Filhos do delírio, O Anjo da meia noite e um quarto, Tio Simplício, Trabalhos em vão, Um par de mortes ou a vida dum par e as duas cenas cómicas em que foi célebre o Actor Taborda, Os dois primos e Boas razões. Também, de colaboração com Alfredo Ataíde, traduziu para o Teatro da Trindade a opereta La vie parisienne, com o título Viver de Paris.
Foi Duarte de Sá diretor do Conservatório Nacional de Lisboa, dedicando toda a sua atividade ao desenvolvimento desse estabelecimento de instrução artística. Estudou com afinco e amor à arte de representar. Baseando-se principalmente no Aristippe de Cyrène, organizou um método de ensino da especialidade, que era bastante aproveitável. O estudo dos temperamentos e os complementos mentais eram a verdadeira base desse método, que foi largamente guerreado e criticado, no entanto, todos os seus discípulos o aproveitaram bastante para a sua carreira. Foram seus discípulos: Amélia Vieira, Emília dos Anjos, Manuela Rey, Alfredo de Melo, Jesuína Marques, Leopoldo de Carvalho, José António Moniz, entre muitos outros.
Solteiro durante a maior parte da sua vida, casa-se aos 42 anos, a 25 de setembro de 1865, na Igreja de Nossa Senhora dos Anjos, em Lisboa, com uma prima-direita, Maria Isabel de Sequeira Cardoso e Sá, natural da mesma freguesia, filha de seu tio paterno José Joaquim Cardoso de Sá e de sua esposa, Isabel Maria de Sequeira, não tendo filhos.
A 28 de agosto de 1876, sofre uma apoplexia que o deixa enfermo, durante três dias. Às 19 horas de 31 de agosto de 1876, no primeiro andar do número 43 da Rua dos Caetanos, freguesia das Mercês, em Lisboa, falece, aos 53 anos de idade. Deixa por herdeiros a viúva e o seu único irmão, Francisco Cardoso de Azevedo e Sá. É sepultado no Cemitério dos Prazeres, no jazigo número 1376.
Por ocasião do seu falecimento, ecreveu Pinheiro Chagas que o nome Duarte de Sá devia conservar-se como o de um dos mais cintilantes e graciosos espíritos que brilharam na sociedade portuguesa do século XIX. Na edição de 1 de setembro de 1876 do periódico Diário Illustrado, pode ler-se o seguinte artigo, acerca do falecido: "O Sr. Duarte de Sá era um cavalheiro muito conhecido e muito estimado na primeira sociedade lisbonense. Escriptor chistoso e conversador mais chistoso ainda, muitos dos seus ditos e dos seus escriptos fizeram epoca e alcançaram veradeiro sucesso. Como actor curioso, o sr. Duarte de Sá alcançou muitos triumphos nos theatros das Larangeiras, da Thalia e outros. Há dez ou doze annos que fôra nomeado director do conservatorio, e esse estabelecimento, diga-se a verdade, deveu-lhe mais de um melhoramento, apesar do pequeno subsídio de que dispunha para o seu custeio."